# Manuela Kay

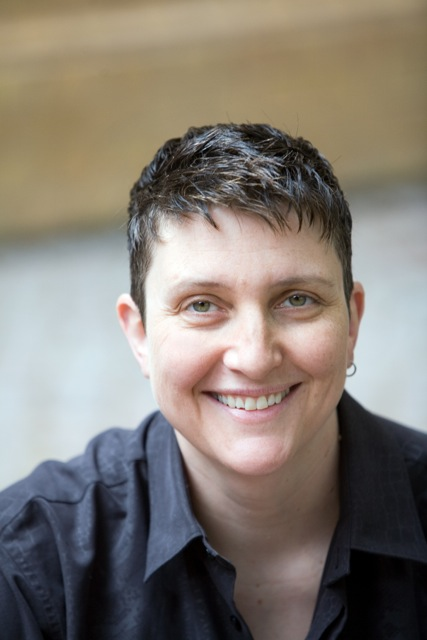
Manuela Kay (2009)

Manuela Kay (* 2. April 1964 in Berlin-Neukölln) ist eine deutsche Journalistin, Autorin, Filmemacherin und Verlegerin.

## Leben
Manuela Kay arbeitete vom ersten Tag des Bestehens (1987) bis 1991 als Redakteurin und Moderatorin beim ersten Berliner Privatsender Radio 100 unter anderem für die schwul-lesbische Hörfunk-Sendung Eldoradio. Sie ist Mitautorin und Filmproduzentin diverser Videofilme zum Thema lesbische Sexualität und feministische Pornografie.
1992 und 1994 führte sie Regie bei den Filmen Du Darfst und Airport, bei letzterem gemeinsam mit Silke Dunkhorst. Der 33-minütige Lowbudget-Film Airport gilt allgemein als erster deutscher Lesbenporno und erreichte bei seiner Veröffentlichung große Aufmerksamkeit, er gilt als Meilenstein in der pornografischen Filmgeschichte in Deutschland.
Nach freier Tätigkeit als Journalistin, Autorin und Moderatorin arbeitete sie von 1996 bis 2005 als Chefredakteurin von Berlins queerem Stadtmagazin Siegessäule. Sie war maßgeblich an dem Entwicklungsprozess des Magazins von einem schwulen Heft hin zu schwul-lesbischen und schließlich queeren Inhalten beteiligt. 2003 konzipierte sie das Lesbenmagazin L-MAG und führte anfänglich die Chefredaktion gemeinsam mit Peter Polzer.
Von 1995 bis 2005 war sie Mitarbeiterin der Internationalen Filmfestspiele Berlin in der Sektion Panorama und dem „queeren“-Filmpreis Teddy Award. Auch auf anderen Filmfestivals in Europa (z. B. in Kiew, Turin, Bilbao, Barcelona, Bern, Lissabon, Prag) und auf internationalen Filmfestivals (wie Montevideo, Tel Aviv und verschiedene in den USA) sitzt sie immer wieder in der Jury und hält Vorträge.
Sie kuratierte zusammen mit Wolfgang Theis und Maria Schmidt die Ausstellung „Nobody is perfect - Filmidole von Lesben und Schwulen“ (20. Januar 1999 – 11. April 1999) im Schwulen Museum* Berlin und machte diverse Führungen durch die Ausstellung.
Kay übersetzte außerdem im Jahr 2006 die englische Ausgabe des Fanbuchs zur beliebten lesbischen Fernsehserie The L Word – Wenn Frauen Frauen lieben ins Deutsche.
Seit 2007 ist sie Mitorganisatorin und Kuratorin des PornFilmFestivals Berlin.
2012 stellte der später verstorbene Verleger von Siegessäule und L-MAG, Reiner Jackwerth, den Verlagsbetrieb des Jackwerth Verlages ein und verkaufte die Medien. Manuela Kay und ihre langjährige Kollegin Gudrun Fertig begründeten daraufhin 2012 die Firma Special Media SDL GmbH und übernahmen die Magazine SIEGESSÄULE, L-MAG und DU&ICH des Jackwerth Verlags. Kay wurde damit gemeinsam mit Fertig zur geschäftsführenden Mehrheitsgesellschafterin und zugleich Verlegerin der aufgezählten Zeitschriften.
Kays journalistische Schwerpunktthemen sind lesbische Kultur, Sexualität, Film und internationale Themen.

## Gesellschaftspolitisches Engagement
Manuela Kay versteht sich als radikale Feministin und engagiert sich für lesbische Sichtbarkeit, Feminismus und LGBT-Rechte im Allgemeinen.
Zum 10-jährigen Bestehen von L-MAG 2013 erfüllte sich Kay einen langgehegten Traum und initiierte nach US-amerikanischen Vorbild den Dyke* March Berlin. Mittlerweile folgten Köln (seit 2015), Hamburg (ab 2016) und 2017 der Dyke*March Rhein-Neckar in Heidelberg mit der Demo am Vorabend des CSD für lesbische Sichtbarkeit.

## Preise und Auszeichnungen
- 2013 erhielt sie von der IGLTA (International Gay and Lesbian Travel Association) den „Travel Writer Award!“ als Reisejournalistin.[10]

- 2015 wurde sie zusammen mit Gudrun Fertig mit dem Augspurg-Heymann-Preis ausgezeichnet, der zur Förderung der Sichtbarkeit von lesbischen Frauen seit 2009 jährlich von der LAG Lesben in NRW an couragierte lesbische Frauen verliehen wird.[11][12]

- 2022 erhielt sie das Bundesverdienstkreuz am Bande.[13]

## Werke
Bücher
- Diese Liebe nehm' ich mir: Der Lesben-Ratgeber. Rowohlt Taschenbuch. 2001. ISBN 978-3-499-61180-3
- Schöner kommen. Das Sexbuch für Lesben. 5. Auflage. 2000. ISBN 978-3-89656-047-6
- mit Axel Schock: Out im Kino – Das lesbisch-schwule Filmlexikon. Querverlag. Berlin 2003
- Übersetzung: The L-Word – Willkommen in unserer Welt – Das Fanbuch. Querverlag. Berlin 2006. ISBN 978-3-89656-131-2

Buchbeiträge
- Wissenswertes über Berliner Lesben. Micha Schulze (Hrsg.): Homopolis. Das schwule Berlin. Jackwerth Verlag Berlin und Köln 1997. ISBN 3-932117-33-6
- Warmes Bier und kühle Blicke. In: Traude Bührmann (Hrsg.): Lesbisches Berlin: Die Stadtbegleiterin. Orlanda Frauenverlag. Berlin 2002. (1999), ISBN 978-3-929823-59-2
- Auf der Jagd und Erlaubt ist was gefällt. In Joachim Braun & Beate Martin: Gemischte Gefühle. Ein Lesebuch zur sexuellen Orientierung. rororo/Rowohlt. Hamburg 2000, ISBN 978-3-499-60835-3
- Der unerotische Hauch von bleifreiem Benzin. In Detlef Grumbach (Hrsg.): Over the Rainbow. Ein Lesebuch zum Christopher Street Day. Männerschwarm Verlag. Hamburg 2001, ISBN 978-3-928983-94-5
- Scheißbullen. In: Lisa Kuppler (Hrsg.): Queer Crime: Lesbisch-schwule Krimigeschichten. Querverlag. Berlin 2002, ISBN 978-3-89656-076-6
- Neuköllnerinnen ficken besser. In: Jörg Sundermeier / Sarah Diehl / Werner Labisch (Hrsg.): Neuköllnbuch. Verbrecher Verlag. Berlin 2003, ISBN 978-3-935843-28-7
- Quälende Diskussionen um qualvollen Sex – SM. In Dennert, Leidinger, Rauchut (Hrsg.): In Bewegung bleiben – 100 Jahre Politik, Kultur und Geschichte von Lesben. Querverlag. Berlin 2007, ISBN 978-3-89656-148-0
- „Die lesbische Pornorevolution – warum müssen eigentlich lesbische Pornos auf queeren Filmfestivals laufen?“, in „Bildschön: 20 Jahre Lesbisch Schwule Filmtage Hamburg“, Querbild e. V. (Herausgeber), Männerschwarm Verlag, Hamburg Oktober 2009
- „Der QUEER-Nebel - Warum heute niemand mehr schwul oder lesbisch sein will“ In Bodo Niendel, Volker Weiß (Hrsg.): „Queer zur Norm. Leben jenseits einer schwulen oder lesbischen Identität“, Edition Waldschlösschen Band 11, Männerschwarm Verlag, Hamburg 2012, ISBN 978-3-86300-116-2
- „Lesbisch? Das sind immer die anderen!“, In Patsy l’amour la love (Hrsg.): „Selbsthass und Emanzipation“, Querverlag, Berlin, 2016, ISBN 978-3-89656-246-3

Filme
- Du Darfst (1992).
- Latex Hearts (1993).
- Airport (1994).
- Ko-Produktion und Ko-Regie der Kurzfilmsammlung Fucking Different XXX (2011).